# Topomyia pseudobarbus
Topomyia pseudobarbus är en tvåvingeart som beskrevs av Francisco E. Baisas 1946. Topomyia pseudobarbus ingår i släktet Topomyia och familjen stickmyggor.
Artens utbredningsområde är Filippinerna. Inga underarter finns listade i Catalogue of Life.